# Mischocyttarus angulatus
Mischocyttarus angulatus är en getingart som beskrevs av Richards 1945. Mischocyttarus angulatus ingår i släktet Mischocyttarus och familjen getingar. Utöver nominatformen finns också underarten M. a. columbianus.